# はなしょー
はなしょーは、かつてワタナベエンターテインメントにて活動していた日本のお笑いコンビ。2022年4月6日解散。

## メンバー
- 杵渕 はな（きねぶち はな、1993年5月24日（32歳） - ）

本名、杵渕 華（読み同じ）。
埼玉県大宮市（現・さいたま市）出身。
身長152cm。
特技は剣道（二段）、弓道（初段）。趣味は歌唱、点描画、写経（般若心経）。
中学生時代の部活は剣道部。父はデザイナー。点描画も独学で学んだ。
好きな言葉は「朝鍛夕錬」。
岸優太（King & Prince）のファン。ファンクラブにも入っている。
宮藤官九郎と彼の作品を好み、『木更津キャッツアイ』でコメディを学んだという。
バカ殿が“初恋相手”とのことで、小学校6年生の時にはお笑い芸人になると決め、小学校の卒業文集には「10年後はお笑い芸人になる」と書いていた。
このほかバラエティ系ではフジテレビの『笑う犬』シリーズや、野猿が好きだった。
埼玉県立大宮東高等学校を二年生の11月で中退。引きこもりになったのが元での中退だった。その後、小学校の卒業文集に書いたことを思い出して、芸人になろうと思い立った。
同じ事務所の後輩・ブルゾンちえみの芸名の名付け親。名付けられた当時のブルゾンは見た目が女子プロレスラーのような雰囲気だったことから、ブル中野のイメージと、何となく「ちえみ」っぽいということから、3秒で名付けたという。また同じ事務所の先輩であるたかみち（プリンセス金魚）の新芸名「みんなのたかみち」も考案した。
ホームセンターとその商品に詳しい。2017年6月6日『ウチのガヤがすみません!SP』（日本テレビ）では、ホームセンター芸人として滝沢秀明相手に頑丈な塗料を紹介した。
2020年3月下旬頃から、吉田治加（おとぎばなし）とルームシェアしている。2023年1月から、このルームシェアする同士の二人でのstand.fm『きみどりラジオ』を配信している。
2020年末頃から「歌うま芸人」として注目されて歌の仕事が増え、歌唱関係で月収が5000円から20万円に増えたことを明かしている。
解散後の2022年、エブリデイ竹内とのユニット「ぷぅ」でM-1グランプリ予選に出場した。ぷぅとして初出場となったこの回は3回戦まで進出。その後もぷぅとしての活動を継続、2023年10月2日に正式にコンビとしてぷぅを結成することと、同時に自身の芸名を全て平仮名の「きねぶちはな」に改名することを発表。2024年4月より相方の竹内の所属する太田プロダクションに移籍し、同時に自身の芸名もきねぶちはなから「はな」に改名。
- 山田 しょうこ（やまだ しょうこ、1987年6月11日（38歳） - ）

本名、山田 承子（読み同じ）
埼玉県所沢市出身。
身長158cm。
小学生から高校生までの間に、学級委員長、生徒会長を務めていたことがあった。
星野高等学校卒業、早稲田大学スポーツ科学部卒業。
好きな言葉は「趣味は努力」。
世話焼きな性格で、杵渕の状況を把握したいがあまり近年、杵渕の近所に引っ越したという。また、褒められると泣き易い性格でもある。
防火管理者、衛生管理者、アロマテラピー検定1級、温泉ソムリエの各資格を持つ。
学生時代は弁護士になりたいと思っていたことがあった。
大学卒業後はゼンショーに入社、すき家で店長を務めていた。店長だった頃に自分の下で働いていたアルバイトの中に、現在GENERATIONS、EXILEのメンバーである関口メンディーが居た。すき家でアルバイトとして入った芸人や役者の卵たちと一緒に仕事をし、のちに彼らの舞台を観て職場と違って輝いて見えたことから、徐々に芸人へ興味を持ち会社を辞めて芸人を目指すこととなる。なお、それまでの人生の中で自分の中に芸人になるという考えは全く無かったという。
趣味は読書（年間50冊は読む）。好きな作家は太宰治、江國香織。
「はなの保護者」であることも自称。
解散後はピン芸人として活動していくことを発表。
解散後はワタナベを退所してフリーとなり、芸名を「山田しょうこ」から「承子クラーケン」に改名。本人は元々奇抜なネタ指向だったが、はなしょーでは杵渕がネタ作成担当だったため、本人は自分の創作欲求が封じられ、解散後に封印されていたそれが開放されたとしている。そして承子クラーケンになってからは奇抜なキャラとネタとなり、「0点か100点でないとダメだ」という自らが持つ“美学”を以って取り組んでいるという。

## 来歴・概説
ワタナベコメディスクール17期生（2012年10月入学、2013年9月卒業）出身。同スクール在学中の2012年12月1日に結成。最初ピンでやっていた杵渕の一生懸命な態度に、女性コンビを組みたくて相方を探していた山田が惚れ込み、結成を持ち掛けた。
ネタは「乙女コント」と言われ、女子学生に扮して女子学生の恋話や友達などに対する嫉妬、勘違いした気持ち、女子の気持ちを表現したネタのコントが多い。ネタ作りを請け負っているのは杵渕で、それを山田に見せた上で完成する。杵渕曰く実体験を還元しながらネタを作っているという。これについて山田は「ネタの編集長的なポジション」と話している。杵渕が元々吉本新喜劇などの鉄板ネタが好きであることから、体を張った動きの多いネタも多い。ネタは全てノートに手書きで、これは「ネタや発想は、書く方が出てくる」からという。また大量にネタを書いているため、杵渕の手にはペンだこが出来ているとのこと。そして過去の書いたネタが良かったりすることもあるので、過去を振り返られるよう常にノートを3冊は持ち歩いている。
2017年『女芸人No.1決定戦 THE W』にて決勝進出を果たすが、結果はファーストステージではなしょーの敗退となった。この決勝大会生放送の副音声で松本人志（ダウンタウン）と高須光聖から「動きにキレがある」「番組で使いやすい」と好評価を受けた。2019年にも2回目の決勝進出を果たし、準優勝となる。
2018年、お笑いハーベスト大賞本選会（2018年7月28日開催）出場。
2人ともニッチェがコント師として憧れの存在。2017年「女芸人No.1決定戦 THE W」では、ファーストステージでそのニッチェと対戦した。
「にょきにょき、ぱっ」（のち、「んーぱっ」に簡略化）というオリジナルのポーズがある。
2020年2月17日に決勝戦が行われた『ワタナベお笑いNo.1決定戦2020』で優勝。全出場115組の頂点に立ち、はなしょーにとってこれが初タイトルとなった。
2022年4月6日に解散を発表。2人ともそれぞれピン芸人として芸人活動は続行する。解散したことについて承子クラーケン（山田）は後日「売れ切れず『ダメだろ、これじゃ』と思ってしまった。優等生で無理していた」と語っている。

## 出演

### テレビ
- ものまねグランプリ（日本テレビ）
  - 杵渕のみ「アニメオールスターズ」のメンバーで、主に『名探偵コナン』の江戸川コナンの物真似で出演[41]。2021年5月4日放送回ではHYのものまねを披露[42]。
- Rの法則（NHK Eテレ）- 2015年8月24日
- ぐるぐるナインティナイン（日本テレビ）- 2015年9月13日、「おもしろ荘ゴールデ9ン」コーナー
- カンニングのDAI安吉日!（BSフジ）- 2015年10月3日 他
- 東京オーディション(仮)（TOKYO MX）
- 〜公開ネタ見せ番組〜 輝け!ギャラ3000円芸人（BSスカパー!）
- アメトーーク!（テレビ朝日） - 2016年2月21日
- 超ハマる!爆笑キャラパレード（フジテレビ）- 2016年10月29日初出演
- じわじわチャップリン（テレビ東京）- 2016年10月29日初出演〜
- おはスタ（テレビ東京）- 2016年12月7日、2016年12月8日
- 新しい波24（フジテレビ）- 2016年12月27日深夜、2017年4月3日深夜から週1放送化以後もレギュラー出演
- バクモン学園（テレビ朝日） - 2017年3月24日、2018年3月20日
- ZIP!（日本テレビ）- 2017年5月19日「チューモーク!」コーナー出演、「ワラガチャ!」コーナーには2017年5月30日（初出演）、2017年11月16日、2018年1月10日、2018年7月23日、2018年10月19日、2018年10月26日、2019年2月5日、2019年3月5日に出演
- ウチのガヤがすみません!（日本テレビ）- 2017年5月24日（初出演）、2017年6月6日、2017年7月18日、2017年8月1日、2017年8月15日、2017年8月22日、2017年8月29日、2017年10月3日、2017年10月10日、2017年10月17日、2017年10月24日、2018年1月9日、2018年1月16日、2018年3月6日、2018年4月6日、2018年4月24日、2018年12月4日、2019年3月12日、2019年4月23日、2020年3月26日
- 前略、西東さん（中京テレビ）- 2017年5月27日
- 有田ジェネレーション（TBS）- 2017年6月29日、2017年7月6日
- 情報番組 マチコミ（テレビ埼玉）
2017年7月16日、2017年9月29日[43]、2017年10月12日[44]、2018年8月1日[45]・9月28日・10月5日・2020年2月26日 他、それぞれ中継コーナー「マチコミボード」での出演
- 女芸人No.1決定戦 THE W 決勝戦（日本テレビ）- 2017年12月11日（第1回）、2019年12月9日（第3回）、2020年12月14日（第4回）
- 深夜に発見!新shock感〜一度おためしください〜 （テレビ東京）- 2018年1月7日
- にちようチャップリン（テレビ東京）- 2018年2月11日初出演、2018年4月29日
  - そろそろ にちようチャップリン（テレビ東京）- 2020年1月25日
- 得する人損する人（日本テレビ）- 2018年7月26日
- かみひとえ（テレビ朝日）- 不定期出演
- スッキリ（日本テレビ）- 2020年4月28日『クイズッス』コーナー
- 林先生が驚く初耳学!（MBSテレビ・TBS系列）
  - 2020年6月7日 杵渕のみ「オンライン授業でどこまで上達できるか」の検証でギターに挑戦[46]。
  - 2020年10月11日 杵渕のみ「今年大失恋…女芸人がマッチングアプリで恋人を作れるか？」の検証で出演[47]。
- お笑いG7サミット（日本テレビ）- レギュラー
- お願い!ランキング（テレビ朝日）- 2020年8月12日「ネタサンド」
- 探シタラTV（テレビ朝日）- 2020年8月6日・8月13日
- お笑い演芸館+（BS朝日）- 2020年8月13日
- 生放送で満点出せるか100点カラオケ音楽祭（TBS）- 2020年8月30日、杵渕のみ。東京都内のカラオケボックスで生放送中に100点を出すことができたため、スタジオにて生出場決定[48]。
- シタランドTV（テレビ朝日）
- アイ・アム・冒険少年（TBS）- 主に杵渕のみ、2020年から不定期出演
- 歌ネタゴングSHOW 爆笑!ターンテーブル（TBS）- 2020年12月27日
- 爆笑ヒットパレード（フジテレビ）- 2021年1月1日「爆速ヒットパレード」コーナー出演
- ノンストップ!（フジテレビ）- 2021年1月20日
- 内村のツボる動画（テレビ東京）- 2021年2月23日、2021年6月16日
- 霜降りバラエティ（テレビ朝日）- 2021年3月10日、2021年7月28日
- なりゆき街道旅（フジテレビ）- 2021年5月9日
- 賞金奪い合いネタバトル ソウドリ〜SOUDORI〜（TBS）- 2021年7月6日〜7月27日
- よるのブランチ（TBS）- 2021年12月1日
- I LOVE みんなのどうぶつ園（日本テレビ）- 2021年12月11日、杵渕のみ
- トゲアリトゲナシトゲトゲ（テレビ朝日）- 2022年2月1日、杵渕のみ
- THEカラオケ★バトル（テレビ東京）- 2021年11月7日『芸能人！異種格闘技戦！』、2022年4月3日『芸能界最強歌うま王決定戦！2022春』、いずれも杵渕のみ

以下は解散後、杵渕はなのみの出演
- ネタパレ（フジテレビ）- 2022年7月29日[49]
- 有吉ジャポンII ジロジロ有吉（TBS）- 2022年7月9日[50]、2022年9月10日[51]

以下は解散後、承子クラーケンのみの出演
- 遊戯配信 e-Strangers（TOKYO MX）- 2023年1月4日[52]
- ニューヨークと蛙亭のキット、くる!!（テレビ神奈川、北海道テレビ放送、BSよしもと）- 2023年3月8日（テレビ神奈川）[53]
- ダウンタウンのガキの使いやあらへんで!（日本テレビ）- 2024年2月11日「第18回 山-1グランプリ」[54]

### ラジオ
- マシンガンズのネガ⇒ポジ（アール・エフ・ラジオ日本） - 2015年4月10日
- マイナビ Laughter Night（TBSラジオ） - 2017年1月14日・4月7日
- 笑福亭鶴瓶 日曜日のそれ（ニッポン放送）- 2019年12月29日

### 単独ライブ
- はなしょー5周年記念ライブ「オレンジのガーベラ」（2017年11月6日・11月7日 東京・新宿Vatios）[55]
- 第二回単独ライブ「白いアネモネ」（2019年3月24日 東京・下北沢 しもきた空間リバティ）[56]